# Tour de Colombie 1960
Le Tour de Colombie 1960, qui se déroule du 31 mai au 16 juin 1960, est une épreuve cycliste remportée par le Colombien Hernán Medina Calderón. Cette course est composée de 15 étapes.